# 魔翡翠
《魔翡翠》是一部1986年上映的帶有科幻色彩的香港动作劇情片，由王晶編劇執導，劉德華、羅芙洛、王晶和莫少聰主演。該片是劉德華和王晶合作的第一部作品，也是張敏出演的首部電影。

## 劇情簡介
考古學家沈昆在希臘雅典衛城發现並得到一個奇特的翡翠石，於是他要好友、私家偵探羅力到雅典去幫他。羅力帶着外甥小彬彬等人前去找沈昆。後来他們在雅典和回香港後遭到為獲得該翡翠的蘇聯KGB特工們的追殺。最後他們在一直追查蘇聯特工的國際刑警人士的團结協助下，终於打敗蘇聯特工，並最終發现了這塊具有魔力的翡翠是來自外星球的事實。

## 角色
| 演員     | 粵語配音 | 角色                                                  |
| 劉德華   | 劉德華   | 獵鷹一號羅力/Andy，私家偵探，沈昆的朋友，小彬彬的舅舅 |
| 王晶     | 林保全   | 胖撞球，小彬彬的叔叔                                  |
| 小彬彬   |          | 小彬彬，羅力的外甥                                    |
| 羅芙洛   | 雷碧娜   | 國際刑警                                              |
| 莫少聰   | 黃志成   | 國際刑警                                              |
| 張敏     | 盧素娟   | 沈薇妮，沈昆的妹妹                                    |
| 高飛     |          | 沈昆，沈薇妮的哥哥，考古學家                          |
| 李察羅頓 | 喬宏     | 蘇联特工KGB的首領，大反派                             |
| 石堅     | 張炳強   | 石探長                                                |
| 陳百祥   | 陳百祥   | 老大                                                  |

## 外部連結
- 開眼電影網上《魔翡翠》的資料（繁體中文）
- 豆瓣电影上《魔翡翠》的資料 （简体中文）
- 时光网上《魔翡翠》的資料（简体中文）
- AllMovie上《魔翡翠》的资料（英文）
- 爛番茄上《魔翡翠》的資料（英文）
- 香港影庫上《魔翡翠》的資料（繁體中文）
- 互联网电影数据库（IMDb）上《魔翡翠》的资料（英文）